# Котка сред петли
„Котка сред петли“ (на словашки: Mačka medzi kohútmi) е картина на Якоб Богдан от 1706 – 1710 г.
Рисувана е с маслени бои върху платно и е с размери 103,5 x 126 cm. Картината представя анималистична сцена, характерна за периода на барока в цяла Европа и особено в холандското изобразително изкуство от XVII век. Творбата е пълна с реалистични детайли, като се подчертава борбата за живот на малко пиленце попаднало в лапите на котка. В долния ляв ъгъл се намира подписа на художника. Картината е част от златна селекция, тъй като ранните години на художника са почти неизвестни, които прекарва в Северна Словакия. Якоб Богдан произхожда от аристократична протестантска фамилия. От 1684 г. рисува множество картини на цветя в центъра на Амстердам. След това, през 1689 г., заминава за Англия, където работи като дворцов художник на Уилям III Орански. Чест обект на изобразяване в картините му от този период са птиците.
Картината е част от колекцията на Словашката национална галерия в Братислава.